# Med-View Airline
Med-View Airline es una aerolínea charter con base en Kano, Nigeria.

## Flota histórica
La flota de Med-View Airline consistió en las siguientes aeronaves:
| Aeronaves               | Total | Introducido | Retirado | Notas |
| ----------------------- | ----- | ----------- | -------- | ----- |
| Boeing 737-400          | 5     | 2012        | 2018     |       |
| Boeing 737-500          | 1     | 2013        | 2020     |       |
| Boeing 737-800          | 2     | 2015        | 2019     |       |
| Boeing 747-300          | 1     | 2013        | 2013     |       |
| Boeing 747-400          | 1     | 2016        | 2017     |       |
| Boeing 757-200          | 1     | 2007        | 2008     |       |
| Boeing 767-300          | 3     | 2009        | 2019     |       |
| Boeing 777-200          | 2     | 2017        | 2021     |       |
| Lockheed L-1011 TriStar | 1     | 2007        | 2008     |       |